# 翁谦山
翁谦山（1900年6月1日—1963年），柬埔寨政治家。他于1951年短暂担任首相兼国防大臣。1955年短暂担任公共健康大臣。1955年-1956年担任柬埔寨国民会议议长。1956年短暂担任首相兼内政大臣。